# Lommagölen (Färgaryds socken, Småland)
Lommagölen var en liten sjö, som översvämmades när Jakobs sjö dämdes upp i Hylte kommun i Småland och ingår i Nissans huvudavrinningsområde.